# Saison 1927-1928 des Sénateurs d'Ottawa
Autres saisons
Saison précédente Saison suivante
La saison 1927-1928 de hockey sur glace est la quarante-troisième à laquelle participent les Sénateurs d'Ottawa.

## Classement

### Division Canadienne
|                        | PJ | V  | D  | N  | BP  | BC  | Pts |
| ---------------------- | -- | -- | -- | -- | --- | --- | --- |
| Canadiens de Montréal  | 44 | 26 | 11 | 7  | 116 | 48  | 59  |
| Maroons de Montréal    | 44 | 24 | 14 | 6  | 96  | 77  | 54  |
| Sénateurs d'Ottawa     | 44 | 20 | 14 | 10 | 78  | 57  | 50  |
| Maple Leafs de Toronto | 44 | 18 | 18 | 8  | 89  | 88  | 44  |
| Americans de New York  | 44 | 11 | 27 | 6  | 63  | 128 | 28  |

#### Division Américaine
|                       | PJ | V  | D  | N  | BP | BC  | Pts |
| --------------------- | -- | -- | -- | -- | -- | --- | --- |
| Bruins de Boston      | 44 | 20 | 13 | 11 | 77 | 70  | 51  |
| Rangers de New York   | 44 | 19 | 16 | 9  | 94 | 79  | 47  |
| Pirates de Pittsburgh | 44 | 19 | 17 | 8  | 67 | 76  | 46  |
| Cougars de Détroit    | 44 | 19 | 19 | 6  | 88 | 79  | 44  |
| Blackhawks de Chicago | 44 | 7  | 34 | 3  | 68 | 134 | 17  |

## Meilleurs pointeurs
| Nom             | PJ | B  | A | Pts | Pun |
| --------------- | -- | -- | - | --- | --- |
| Frank Finnigan  | 38 | 20 | 5 | 25  | 34  |
| Hec Kilrea      | 43 | 19 | 4 | 23  | 66  |
| King Clancy     | 39 | 8  | 7 | 15  | 73  |
| Alex Smith      | 44 | 9  | 4 | 13  | 90  |
| Frank Nighbor   | 42 | 8  | 5 | 13  | 46  |
| George Boucher  | 43 | 7  | 5 | 12  | 78  |
| Punch Broadbent | 43 | 3  | 2 | 5   | 62  |
| Cy Denneny      | 44 | 3  | 0 | 3   | 12  |
| Len Grosvenor   | 43 | 1  | 2 | 3   | 18  |
| Al Shields      | 7  | 0  | 1 | 1   | 2   |
| Gene Chouinard  | 8  | 0  | 0 | 0   | 0   |
| Alex Connell    | 44 | 0  | 0 | 0   | 0   |
| Sam Godin       | 24 | 0  | 0 | 0   | 0   |
| Milt Halliday   | 13 | 0  | 0 | 0   | 2   |

## Saison régulière

### Novembre
| No | Date        | Visiteur              | Score | Domicile              | Fiche | Pts |
| -- | ----------- | --------------------- | ----- | --------------------- | ----- | --- |
| 1  | 15 novembre | Sénateurs d'Ottawa    | 1-2   | Maroons de Montréal   | 0-1-0 | 0   |
| 2  | 17 novembre | Rangers de New York   | 2-3   | Sénateurs d'Ottawa    | 0-2-0 | 0   |
| 3  | 19 novembre | Pirates de Pittsburgh | 1-3   | Sénateurs d'Ottawa    | 1-2-0 | 2   |
| 4  | 22 novembre | Sénateurs d'Ottawa    | 2-1   | Cougars de Détroit    | 2-2-0 | 4   |
| 5  | 23 novembre | Sénateurs d'Ottawa    | 2-0   | Blackhawks de Chicago | 3-2-0 | 6   |
| 6  | 26 novembre | Sénateurs d'Ottawa    | 0-1   | Maroons de Montréal   | 3-3-0 | 6   |
| 7  | 29 novembre | Rangers de New York   | 2-1   | Sénateurs d'Ottawa    | 3-4-0 | 6   |

### Décembre
| No | Date        | Visiteur               | Score | Domicile               | Fiche | Pts |
| -- | ----------- | ---------------------- | ----- | ---------------------- | ----- | --- |
| 8  | 3 décembre  | Bruins de Boston       | 2-3   | Sénateurs d'Ottawa     | 4-4-0 | 8   |
| 9  | 6 décembre  | Maple Leafs de Toronto | 0-0   | Sénateurs d'Ottawa     | 4-4-1 | 9   |
| 10 | 10 décembre | Sénateurs d'Ottawa     | 0-0   | Maple Leafs de Toronto | 4-4-2 | 10  |
| 11 | 13 décembre | Sénateurs d'Ottawa     | 1-2   | Americans de New York  | 4-5-2 | 10  |
| 12 | 15 décembre | Americans de New York  | 1-4   | Sénateurs d'Ottawa     | 5-5-2 | 12  |
| 13 | 17 décembre | Maroons de Montréal    | 0-1   | Sénateurs d'Ottawa     | 6-5-2 | 14  |
| 14 | 20 décembre | Sénateurs d'Ottawa     | 0-1   | Bruins de Boston       | 6-6-2 | 14  |
| 15 | 24 décembre | Maple Leafs de Toronto | 1-1   | Sénateurs d'Ottawa     | 6-6-3 | 15  |
| 16 | 27 décembre | Canadiens de Montréal  | 0-0   | Sénateurs d'Ottawa     | 6-6-4 | 16  |
| 17 | 31 décembre | Cougars de Détroit     | 2-6   | Sénateurs d'Ottawa     | 7-6-4 | 18  |

### Janvier
| No | Date       | Visiteur               | Score | Domicile               | Fiche   | Pts |
| -- | ---------- | ---------------------- | ----- | ---------------------- | ------- | --- |
| 18 | 7 janvier  | Americans de New York  | 1-4   | Sénateurs d'Ottawa     | 8-6-4   | 20  |
| 19 | 10 janvier | Sénateurs d'Ottawa     | 0-3   | Canadiens de Montréal  | 8-7-4   | 20  |
| 20 | 14 janvier | Bruins de Boston       | 4-2   | Sénateurs d'Ottawa     | 8-8-4   | 20  |
| 21 | 17 janvier | Sénateurs d'Ottawa     | 1-1   | Maroons de Montréal    | 8-8-5   | 21  |
| 22 | 19 janvier | Sénateurs d'Ottawa     | 1-3   | Pirates de Pittsburgh  | 8-9-5   | 21  |
| 23 | 21 janvier | Sénateurs d'Ottawa     | 1-2   | Maple Leafs de Toronto | 8-10-5  | 21  |
| 24 | 24 janvier | Sénateurs d'Ottawa     | 2-0   | Americans de New York  | 9-10-5  | 23  |
| 25 | 26 janvier | Blackhawks de Chicago  | 6-9   | Sénateurs d'Ottawa     | 10-10-5 | 25  |
| 26 | 28 janvier | Sénateurs d'Ottawa     | 2-1   | Canadiens de Montréal  | 11-10-5 | 27  |
| 27 | 31 janvier | Maple Leafs de Toronto | 0-4   | Sénateurs d'Ottawa     | 12-10-5 | 29  |

### Février
| No | Date       | Visiteur              | Score | Domicile              | Fiche   | Pts |
| -- | ---------- | --------------------- | ----- | --------------------- | ------- | --- |
| 28 | 2 février  | Maroons de Montréal   | 0-1   | Sénateurs d'Ottawa    | 13-10-5 | 31  |
| 29 | 7 février  | Sénateurs d'Ottawa    | 0-0   | Rangers de New York   | 13-10-6 | 32  |
| 30 | 9 février  | Rangers de New York   | 0-0   | Sénateurs d'Ottawa    | 13-10-7 | 33  |
| 31 | 16 février | Pirates de Pittsburgh | 0-0   | Sénateurs d'Ottawa    | 13-10-8 | 34  |
| 32 | 18 février | Canadiens de Montréal | 0-1   | Sénateurs d'Ottawa    | 14-10-8 | 36  |
| 33 | 22 février | Sénateurs d'Ottawa    | 3-2   | Blackhawks de Chicago | 15-10-8 | 38  |
| 34 | 23 février | Sénateurs d'Ottawa    | 0-0   | Cougars de Détroit    | 15-10-9 | 39  |
| 35 | 25 février | Sénateurs d'Ottawa    | 2-0   | Pirates de Pittsburgh | 16-10-9 | 41  |
| 36 | 28 février | Canadiens de Montréal | 2-0   | Sénateurs d'Ottawa    | 16-11-9 | 41  |

### Mars
| No | Date    | Visiteur              | Score | Domicile               | Fiche    | Pts |
| -- | ------- | --------------------- | ----- | ---------------------- | -------- | --- |
| 37 | 3 mars  | Blackhawks de Chicago | 1-3   | Sénateurs d'Ottawa     | 17-11-9  | 43  |
| 38 | 6 mars  | Sénateurs d'Ottawa    | 0-1   | Bruins de Boston       | 17-12-9  | 43  |
| 39 | 10 mars | Cougars de Détroit    | 1-3   | Sénateurs d'Ottawa     | 18-12-9  | 45  |
| 40 | 13 mars | Sénateurs d'Ottawa    | 1-1   | Maple Leafs de Toronto | 18-12-10 | 46  |
| 41 | 15 mars | Sénateurs d'Ottawa    | 5-2   | Americans de New York  | 19-12-10 | 48  |
| 42 | 17 mars | Sénateurs d'Ottawa    | 1-3   | Maroons de Montréal    | 19-13-10 | 48  |
| 43 | 22 mars | Americans de New York | 0-5   | Sénateurs d'Ottawa     | 20-13-10 | 50  |
| 44 | 24 mars | Sénateurs d'Ottawa    | 0-4   | Canadiens de Montréal  | 20-14-10 | 50  |